# Écaussinnes
Écaussinnes (Waals: Les Scåssenes ) is een gemeente in de Belgische provincie Henegouwen.  De plaatsnaam werd voor het eerst in de 12e eeuw vermeld onder de naam Scalcinis.
Ze telt ruim 11.000 inwoners. De gemeente is in 1977 ontstaan uit de fusie van drie kleinere gemeenten, alle met Écaussinnes in naam; vandaar dat men in het taalgebruik soms van "des Écaussinnes" spreekt. De gemeente wordt doorkruist door het riviertje Sennette. In het oosten loopt het Kanaal Brussel-Charleroi. Het industriegebied van Feluy langs dit kanaal, ligt voor een groot gedeelte op het grondgebied van Ecaussinnes.

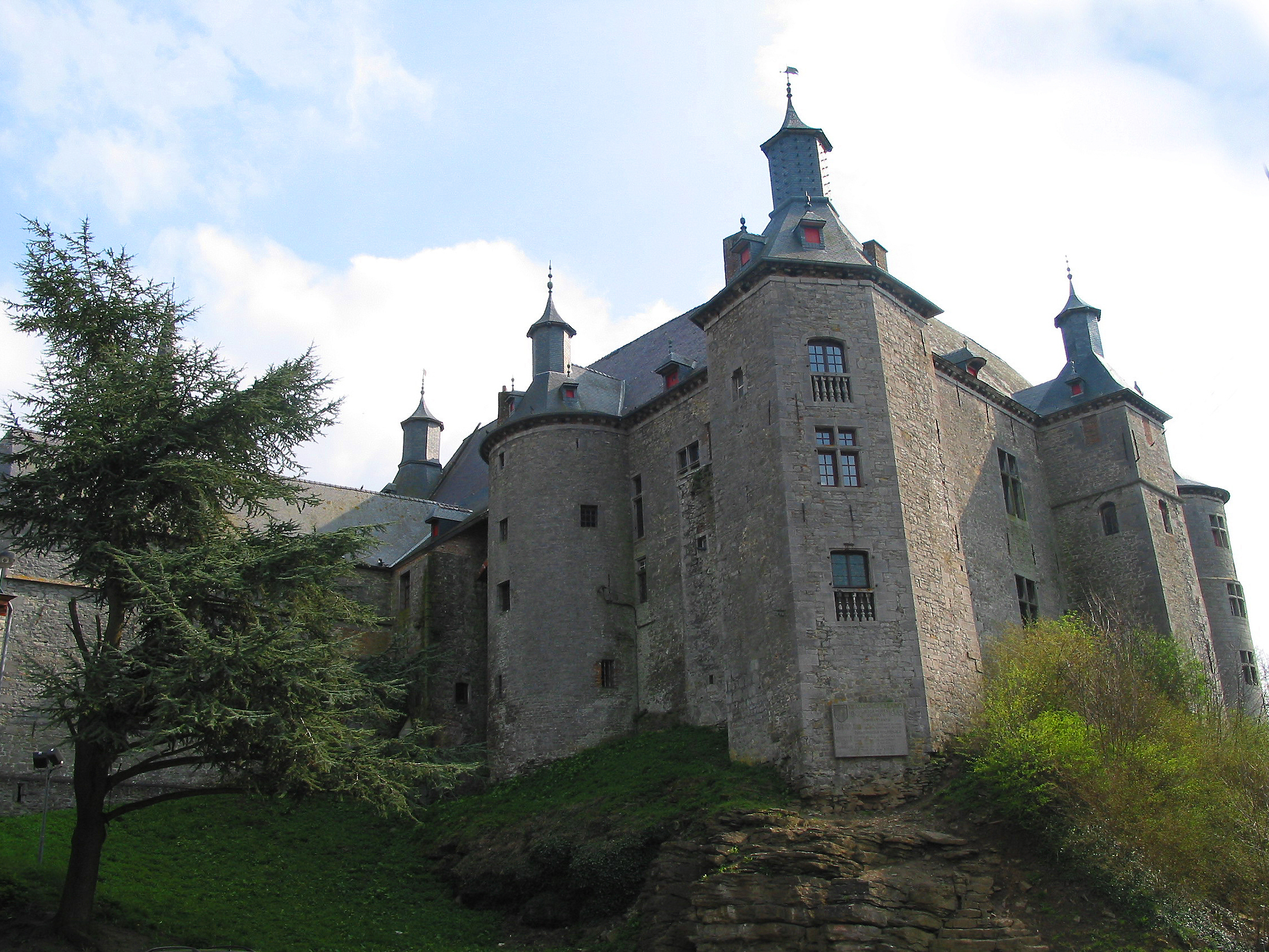
Kasteel van Écaussinnes-Lalaing

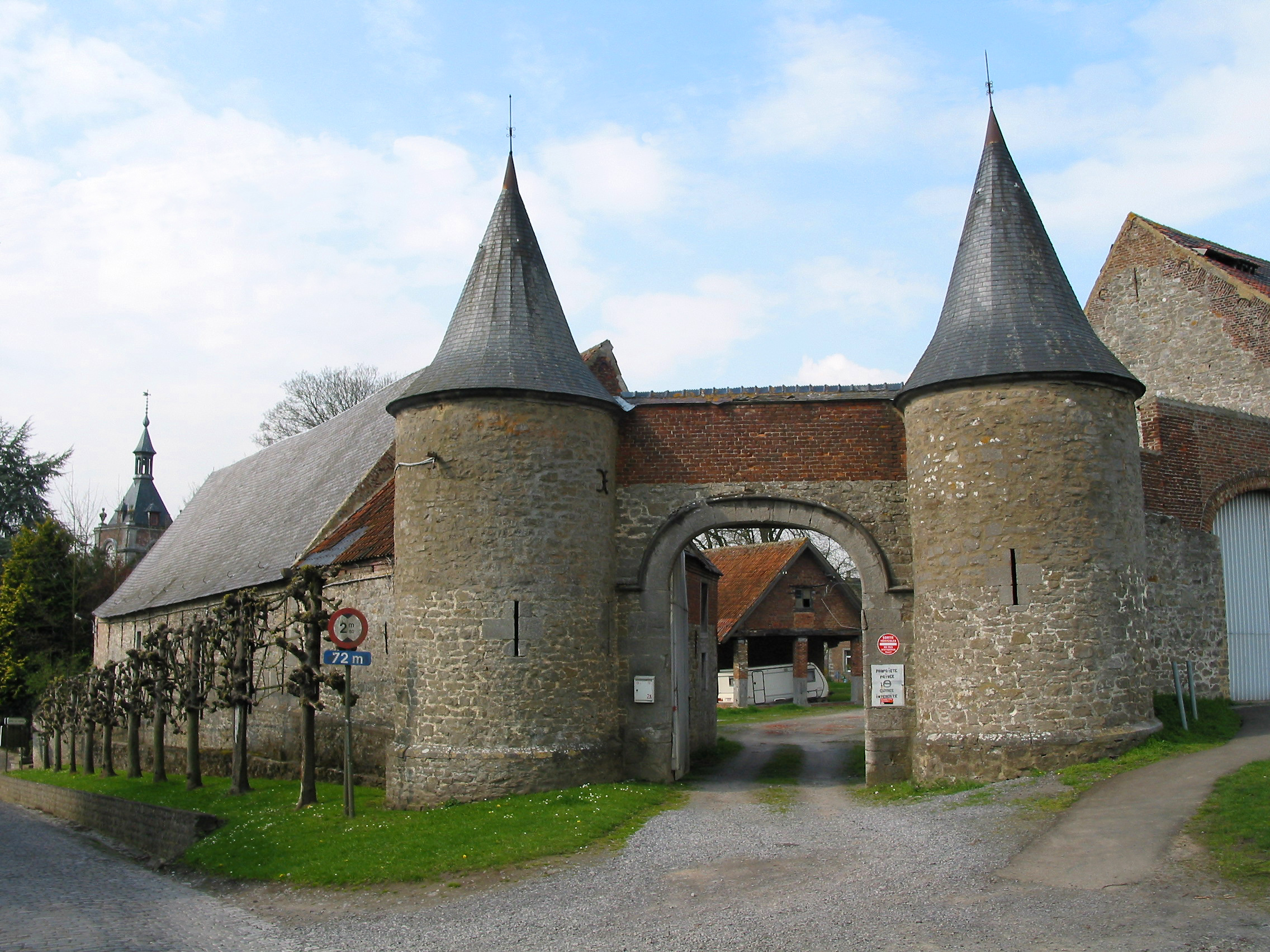
Ecaussines-Lalaing, de boerderij van het kasteel.

## Kernen
Écaussinnes telt drie deelgemeenten, Ecaussinnes-d'Enghien in het noorden heeft de grootste kern, en daar staat dan ook het gemeentehuis. De kleinere dorpskern van Écaussinnes-Lalaing vormt in feite één geheel met die van Écaussinnes-d'Enghien, enkel ervan gescheiden door de Sennette. Een paar kilometer naar het zuiden, eveneens langs het riviertje, ligt de dorpskern van Marche-lez-Écaussinnes.

### Deelgemeenten
| # | Naam                   | Opp. (km²) | Inwoners (2020) | Inwoners per km² | NIS-code |
| - | ---------------------- | ---------- | --------------- | ---------------- | -------- |
| 1 | Écaussinnes-d'Enghien  | 17,54      | 7.637           | 435              | 55050A   |
| 2 | Écaussinnes-Lalaing    | 7,30       | 1.137           | 156              | 55050B   |
| 3 | Marche-lez-Écaussinnes | 10,01      | 2.428           | 242              | 55050C   |

## Geschiedenis
Er bestaan oude getuigen van een dorpsleven in Écaussinnes. Een opgegraven necropool wordt gedateerd in de 5e eeuw. In 751 schreef Pepijn de Korte een akte waarin hij diverse bezitting restitueerde aan de Sint-Denijsabdij bij Parijs, waaronder Scaucia. Karel de Grote bevestigde dit in een bewaarde akte uit 775. Écaussinnes moet toen een heerlijkheid geweest zijn in het Kolenwoud op de rechteroever van de Senette. Een 12e-eeuws kasteel is in aangepaste vorm bewaard. Op de linkeroever ontstond een tweede, jongere kern, die uitgroeide tot de heerlijkheid La Follie. In de 14e eeuw raakten de twee heerlijkheden bekend als respectievelijk Écaussinnes-Lalaing en Écaussinnes-Enghien, naar de toenmalige heren (van het Huis Lalaing en het Huis Enghien).
Naar het einde van de Tweede Wereldoorlog doodde het verzet enkele Gestapoleden in het dorp. 97 burgers werden gearresteerd om te sterven als ze de daders niet aanwezen, maar door een tussenkomst van Qian Xiuling bij Alexander von Falkenhausen verkregen ze deportatie naar een strafkamp in plaats van fusillade.

## Petit-granit en steengroeven
De reputatie van Écaussinnes is vooral gemaakt door petit-granit of blauwe steen. Deze steen, daterend uit het Carboon, werd ongeveer 350 miljoen jaar geleden onder de zee gevormd. Het is geen graniet (magmatisch gesteente), maar een sedimentair gesteente dat vroeger "Marble de Ligny" of ook "Écaussinnes" heette. Dit gesteente bevat voornamelijk fossielen van crinoïden (dieren van dezelfde familie als zee-egels), waarvan het skelet is samengesteld uit calcietkristallen. Deze kristallen glanzen als het kwarts in graniet. Het is ongetwijfeld deze gelijkenis die ten grondslag ligt aan de benaming "petit-granit".
De exploitatie van steenafzettingen in Écaussinnes is erg oud, zoals blijkt uit documenten uit de veertiende eeuw. Een sterke ontwikkeling vond plaats in de 19e eeuw, met de komst van stoommachines voor pompen, hefbomen en dergelijke. Uit deze periode dateert de ontwikkeling van het district Écaussinnes-Carrières, vooral aangespoord door de komst van de spoorlijn in 1842. Het was ook vanaf het einde van de 19e eeuw dat de immigratie naar Écaussinnes begon, zoals van Italiaanse steengroevewerkers uit de regio Pietrasanta, Carrara en Seravezza (Toscane).
Na een eeuw van welvaart kwam het verval en de sluitingen. De exploitatie in Écaussinnes werd op 21 december 2004 stopgezet met de sluiting van de steengroeve Nocarcentre, voorheen de steengroeven van Restaumont. In 2009 volgde een hervatting met de oprichting van een nieuwe steengroeve op een plaats genaamd "Tellier des Prés" aan de grens van Écaussinnes, Soignies (Zinnik) en Braine-le-Comte ('s-Gravenbrakel).
Aan de rand van de oude steengroeve van Nocarcentre werd in 2007 een ontwateringscentrum voor de steengroeven van Soignies en de steengroeve Tellier des Prés in gebruik genomen. Dit vertegenwoordigt 13 miljoen kubieke meter water dat zal worden gezuiverd om de industriezone nabij Feluy en de Waalse Waterleidingmaatschappij te bevoorraden en zo onttrekkingen uit het grondwater te beperken.
De steengroeven hebben het landschap van Écaussinnes gevormd. Het is bezaaid met overstroomde gaten en "tiennes". De oude steengroeven van Scouflény zijn opgenomen in de inventaris van sites van groot biologisch belang in het Waals Gewest, waarbij Trou Barette en Trou Rivière dienen als drinkwaterreservoir voor Vivaqua, voorheen CIBE (Compagnie Intercommunale Bruxelloise des Eaux).

## Demografische ontwikkeling
Alle historische gegevens hebben betrekking op de huidige gemeente, inclusief deelgemeenten, zoals ontstaan na de fusie van 1 januari 1977.
- Bronnen:NIS, Opm:1831 tot en met 1981=volkstellingen; 1990 en later= inwonertal op 1 januari

| Inwoners van jaar tot jaar op 1 januari vanaf 1992 tot heden | Inwoners van jaar tot jaar op 1 januari vanaf 1992 tot heden | Inwoners van jaar tot jaar op 1 januari vanaf 1992 tot heden |
| jaar                                                         | Aantal                                                       | Evolutie: 1992=index 100                                     |
| ------------------------------------------------------------ | ------------------------------------------------------------ | ------------------------------------------------------------ |
| 1992                                                         | 9.477                                                        | 100,0                                                        |
| 1993                                                         | 9.536                                                        | 100,6                                                        |
| 1994                                                         | 9.647                                                        | 101,8                                                        |
| 1995                                                         | 9.636                                                        | 101,7                                                        |
| 1996                                                         | 9.601                                                        | 101,3                                                        |
| 1997                                                         | 9.588                                                        | 101,2                                                        |
| 1998                                                         | 9.592                                                        | 101,2                                                        |
| 1999                                                         | 9.533                                                        | 100,6                                                        |
| 2000                                                         | 9.620                                                        | 101,5                                                        |
| 2001                                                         | 9.677                                                        | 102,1                                                        |
| 2002                                                         | 9.810                                                        | 103,5                                                        |
| 2003                                                         | 9.809                                                        | 103,5                                                        |
| 2004                                                         | 9.878                                                        | 104,2                                                        |
| 2005                                                         | 9.946                                                        | 104,9                                                        |
| 2006                                                         | 9.924                                                        | 104,7                                                        |
| 2007                                                         | 10.042                                                       | 106,0                                                        |
| 2008                                                         | 10.369                                                       | 109,4                                                        |
| 2009                                                         | 10.460                                                       | 110,4                                                        |
| 2010                                                         | 10.511                                                       | 110,9                                                        |
| 2011                                                         | 10.627                                                       | 112,1                                                        |
| 2012                                                         | 10.750                                                       | 113,4                                                        |
| 2013                                                         | 10.719                                                       | 113,1                                                        |
| 2014                                                         | 10.771                                                       | 113,7                                                        |
| 2015                                                         | 10.811                                                       | 114,1                                                        |
| 2016                                                         | 10.922                                                       | 115,2                                                        |
| 2017                                                         | 11.010                                                       | 116,2                                                        |
| 2018                                                         | 11.135                                                       | 117,5                                                        |
| 2019                                                         | 11.159                                                       | 117,7                                                        |
| 2020                                                         | 11.202                                                       | 118,2                                                        |
| 2021                                                         | 11.303                                                       | 119,3                                                        |
| 2022                                                         | 11.338                                                       | 119,6                                                        |
| 2023                                                         | 11.484                                                       | 121,2                                                        |
| 2024                                                         | 11.572                                                       | 122,1                                                        |
| 2025                                                         | 11.622                                                       | 122,6                                                        |

## Politiek

### Resultaten gemeenteraadsverkiezingen sinds 1976
| Partij                                 | 10-10-1976 | 10-10-1976 | 10-10-1982 | 10-10-1982 | 9-10-1988 | 9-10-1988 | 9-10-1994 | 9-10-1994 | 8-10-2000 | 8-10-2000 | 8-10-2006 | 8-10-2006 | 14-10-2012 | 14-10-2012 | 14-10-2018 | 14-10-2018 | 13-10-2024 | 13-10-2024 |
| Stemmen / Zetels                       | %          | 21         | %          | 21         | %         | 21        | %         | 21        | %         | 21        | %         | 21        | %          | 21         | %          | 21         | %          | 21         |
| -------------------------------------- | ---------- | ---------- | ---------- | ---------- | --------- | --------- | --------- | --------- | --------- | --------- | --------- | --------- | ---------- | ---------- | ---------- | ---------- | ---------- | ---------- |
| PS1 / PE1 / VE2                        | 55,941     | 12         | 50,341     | 12         | 50,821    | 12        | 39,51     | 10        | 32,631    | 7         | 43,99A    | 10        | 27,651     | 7          | 23,262     | 5          | 17,741     | 3          |
| PRL1 / PEA / RL2 / MR-CHE3/ En Marche4 | -          |            | -          |            | -         |           | 23,281    | 5         | -         |           | 43,99A    | 10        | 16,462     | 3          | 13,783     | 2          | 16,984     | 3          |
| PSC                                    | -          |            | -          |            | -         |           | 17,08     | 3         | -         |           | -         |           | -          |            | -          |            | -          |            |
| ECOLO                                  | -          |            | -          |            | -         |           | 10,47     | 2         | -         |           | -         |           | 9,96       | 2          | 17,30      | 4          | 14,15      | 2          |
| IC                                     | 40,91      | 9          | 40,21      | 9          | 31,79     | 7         | -         |           | 10,79     | 1         | -         |           | -          |            | -          |            | -          |            |
| PCB                                    | 3,16       | 0          | 1,97       | 0          | -         |           | -         |           | -         |           | -         |           | -          |            | -          |            | -          |            |
| VA                                     | -          |            | 7,49       | 0          | 6,18      | 0         | -         |           | -         |           | -         |           | -          |            | -          |            | -          |            |
| USDW                                   | -          |            | -          |            | 11,21     | 2         | 9,02      | 1         | -         |           | -         |           | -          |            | -          |            | -          |            |
| UM1 / EC.plus2 / Ensemble3             | -          |            | -          |            | -         |           | -         |           | 54,141    | 13        | 43,822    | 10        | 30,973     | 8          | 38,923     | 10         | 51,132     | 13         |
| ACE                                    | -          |            | -          |            | -         |           | -         |           | -         |           | 9,65      | 1         | 9,86       | 1          | 6,74       | 0          | -          |            |
| Ecau-Village                           | -          |            | -          |            | -         |           | -         |           | -         |           | -         |           | 5,1        | 0          | -          |            | -          |            |
| Anderen(*)                             | -          |            | -          |            | -         |           | 0,66      | 0         | 2,44      | 0         | 2,54      | 0         | -          |            | -          |            | -          |            |
| Totaal stemmen                         | 6839       | 6839       | 6792       | 6792       | 6643      | 6643      | 6728      | 6728      | 6735      | 6735      | 7049      | 7049      | 7217       | 7217       | 7496       | 7496       | 7761       | 7761       |
| Opkomst %                              |            |            |            |            | 94,63     | 94,63     | 92,76     | 92,76     | 92,08     | 92,08     | 94,20     | 94,20     | 90,33      | 90,33      | 90,97      | 90,97      | 89,44      | 89,44      |
| Blanco en ongeldig %                   | 4,53       | 4,53       | 5,61       | 5,61       | 6,16      | 6,16      | 5,13      | 5,13      | 6,84      | 6,84      | 6,82      | 6,82      | 6,54       | 6,54       | 6,59       | 6,59       | 5,58       | 5,58       |

(*) 1994: PTB (0,66%) / 2000: UPPE (1,55%), PTB (0,89%) / 2006: VE (2,54%)

## Geboren in Écaussinnes
- Jacques van Lalaing (1421-1453), heer van Bugnicourt een vooraanstaand ridder van het Gulden Vlies
- Fernand de Wouters d'Oplinter (1868-1942), Belgisch politicus
- Joseph Martel (1903-1963), Belgisch politicus
- Julos Beaucarne (1936-2021), Belgisch artiest
- Willy Taminiaux (1939-2018), Belgisch politicus